# Халіде Едіб Адивар
Халіде Едіб Адивар (Halide Edip Adıvar; 1884 — 9 січня 1964) — турецька письменниця, викладачка університету, військовослужбовиця та феміністка. Ранні романи («Хандан» та ін.) присвячені становищу турецької жінки. Після 1908 Адивар активно проповідувала пантюркізм (роман «Новий Туран», 1912). Антиімперіалістичні твори «Вбийте блудницю» (1920), «Вогняна сорочка» (1922) та ін. змальовують героїку національно-визвольної боротьби.
Халіде Едіб Адивар також відома своєю роллю у примусовій асиміляції дітей, які залишилися сиротами під час геноциду вірмен.

## Раннє життя

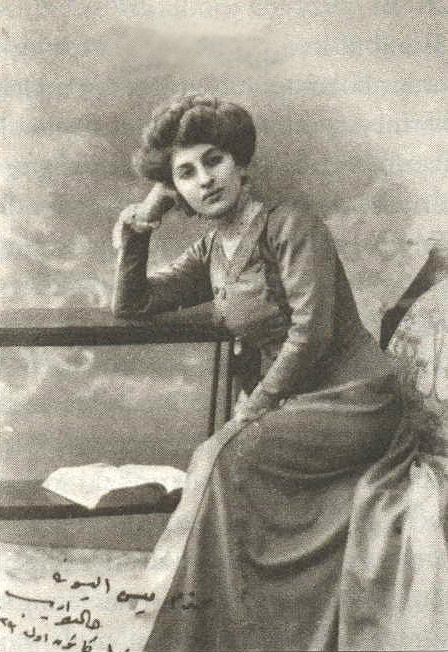
Ранній портрет

Халіде Едіб народилася в Константинополі (Стамбул), Османська імперія, в родині вищого класу. Її батько був секретарем османського султана Абдул-Гаміда II. Халіде Едіб навчалася вдома у приватних викладачів, від яких вона вивчала європейську та османську літературу, релігію, філософію, соціологію, гру на фортепіано, англійську, французьку та арабську мови. Вона вивчила грецьку мову від своїх сусідів і під час короткочасного відвідування грецької школи в Константинополі. У 1893 році вона недовго відвідувала Американський коледж для дівчат. У 1897 році вона переклала «Мати» Джейкоба Аббота, за що султан нагородив її Орденом милосердя (Şefkat Nişanı). Вона знову відвідувала Американський коледж з 1899 по 1901 рік, коли закінчила його. Будинок її батька був центром інтелектуальної діяльності в Константинополі, і навіть у дитинстві Халіде Едіб брала участь в інтелектуальному житті міста.
Після закінчення навчання вийшла заміж за математика та астронома Саліха Зекі Бея, від якого народила двох синів. Проте вона продовжувала свою інтелектуальну діяльність і в 1908 році почала писати статті про освіту та статус жінок для газети Тевфіка Фікрета «Танін» і для жіночого журналу «Демет». Вона опублікувала свій перший роман, Seviye Talip, у 1909 році. Через її статті про освіту міністерство освіти найняло її для реформування шкіл для дівчат у Константинополі. Вона працювала з Накіє Ханим над змінами в навчальній програмі та педагогіці, а також викладала педагогіку, етику та історію в різних школах. Вона подала у відставку через розбіжності з міністерством щодо шкіл мечетей.
У 1910 році вона розлучилася з Саліхом Зекі. Її будинок став інтелектуальним салоном, особливо для тих, хто цікавиться новими концепціями турецького походження. У 1911 році вона взяла участь у Турецьких вогнищах (Türk Ocağı) і стала першою жінкою-членом у 1912 році. Вона також була засновницею організації «Піднесення жінок» (Taali-i Nisvan).
Вона подружилася з вірменським священиком і музикантом Комітасом між 1913 і 1914 роками. Комітаса кілька разів запрошували співати в її будинку. Хоча Галіде Едіб особисто ставилася до нього дружньо, у своїх творах вона описувала Комітаса та його музику як «анатолійську», а не вірменську. Вона стверджувала, що його музику вкрали у турків і що він «просто перевів слова на вірменську». Крім того, вона вважала, що його батьки, «ймовірно, турецького походження» і що «він був вірменським націоналістом, незалежно від того, чи було його походження турецьким чи вірменським, але за темпераментом і серцем він був справжнім анатолійським турком, хоча й несвідомо».

## Під час Першої світової війни

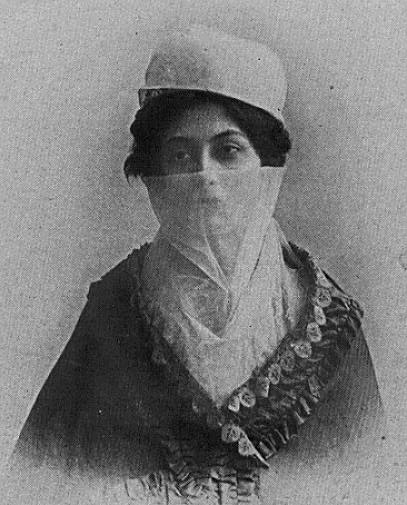
Рання фотографія Галіде Едіб у яшмаку

У 1917 році вона знову вийшла заміж за доктора Аднана (пізніше Адивар), а наступного року влаштувалася викладачем літератури на літературний факультет Стамбульського університету. Саме в цей час вона стала дедалі активнішою в націоналістичному русі Туреччини під впливом ідей Зії Ґокальпа.
У 1916—1917 роках вона виконувала обов'язки османського інспектора шкіл у Дамаску, Бейруті та Коледжі Святого Йосипа Антура, гора Ліван. Серед студентів цих шкіл були сотні вірменських, арабських, ассирійських, маронітських, курдських і турецьких сиріт. Під час геноциду вірмен і під керівництвом Халіде Едіб Адівар та Джемаля-паші близько 1000 вірменських і 200 курдських дітей були «потурчені» в коледжі Святого Йосипа.
У розповіді Халіде Едіп про її інспекторську роботу наголошується на її гуманітарних зусиллях і її боротьбі змиритися з насильством ситуації. Однак американський свідок для The New York Times, описуючи її як «цю маленьку жінку, яка так часто хвалиться своїми американськими ідеалами жіночості і якими так багато заробляють її західні друзі», звинуватив Халіде Едіп у «спокійному плануванні з [Джемалем-пашею] форми людських тортур для вірменських матерів і молодих жінок» і взяти на себе «завдання зробити турками своїх дітей-сиріт». Роберт Фіск писав, що Халіде Едіп «допомогла керувати цим дитячим будинком терору, в якому вірменських дітей систематично позбавляли вірменської ідентичності та давали нові турецькі імена, змушували ставати мусульманами та жорстоко били, якщо чули, що вони говорять вірменською».
Карніг Панян, автор «До побачення, Антура», шестирічний пережив геноцид вірмен у дитячому будинку в 1916 році. Ім'я Паняна було змінено на номер 551. Він був свідком того, як дітей, які чинили опір потурченню, карали побиттям і голодом:
На кожному заході сонця в присутності понад 1000 дітей-сиріт, коли спускався турецький прапор, виголошувалося «Хай живе генерал-паша!» було декламовано. Це була перша частина церемонії. Потім настав час покарання кривдників того часу. Били нас фалахою [палкою, якою били по підошвах], а найвищим покаранням було те, що ми говорили вірменською мовою.

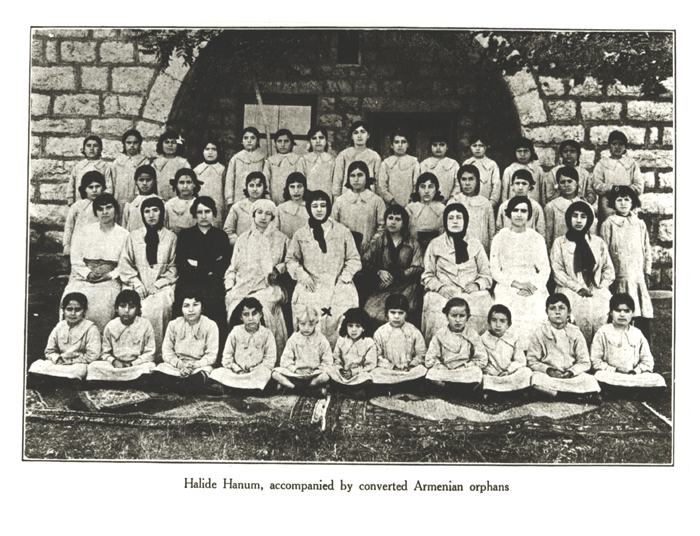
Халіде Едіп зі своїми наверненими сиротами

Еміль Жоппен, головний священник коледжу Святого Йосипа в Антурі, написав у шкільному журналі 1947 року:
Вірменських сиріт піддавали ісламізації, робили обрізання та давали нові арабські чи турецькі імена. Їхні нові імена завжди зберігали ініціали імен, у яких їх хрестили. Таким чином Арутіун Наджарян отримав ім'я Хамед Назіх, Богос Мерданян став Бекіром Мохамедом, Саркісу Сафаріану дали ім'я Сафуад Суліман.
У звіті 1918 року офіцер Американського Червоного Хреста майор Стівен Троубридж зустрівся з сиротами, що вижили, і повідомив:
Треба було знищити всі сліди і, наскільки це можливо, усі спогади про вірменське чи курдське походження дітей. Дітям давали турецькі імена, і дітей змушували проходити обряди, передбачені ісламським законом і традицією… Жодного слова вірменською чи курдською мовами не дозволялося. Вчителі та наглядачі були ретельно навчені, щоб втілити турецькі ідеї та звичаї в життя дітей і регулярно навчати їх про… престиж турецької раси.
Професор із вивчення прав людини Кіт Девід Ватенпо порівняв поводження Халіде Едіп та Джемаля-паші з нетурецькими сиротами з американськими та канадськими школами для індіанських дітей, які зазнавали насильницької асиміляції та часто жорстокого поводження. Він писав, що Едіп демонструвала сильну ненависть до вірмен у своїх творах, зображуючи їх як «міфічного та екзистенційного ворога Османів» і навіть висувала претензії щодо кривавого наклепу та дитячого канібалізму, подібні до антисемітизму. Вона також заявила про змову з метою перетворити турецьких дітей на вірмен, «таким чином також повернувши звинувачення, висунуті проти неї за її роботу в Антурі, назад до самих вірмен». Ватенпо пише про неї:
Модернізація Туреччини та захист її мусульманської еліти від західної критики є ключовими елементами справи всього життя Халіде Едіп, але її небажання захищати вірменських дітей або навіть висловлювати співчуття до них як до жертв геноциду свідчить про базову відсутність людського співчуття. Для Галіде Едіп питання соціальних відмінностей і релігії обмежують стверджувану універсальну природу людства; для неї геноцид не був надто високою ціною за турецький прогрес, сучасність і націоналізм.
Незважаючи на свою роль у дитячих будинках в Антурі, Халіде Едіб висловила своє співчуття вірменам щодо кровопролиття та викликала гнів членів Комітету союзу та прогресу, спонукаючи їх вимагати її покарання. Талат-паша відмовився керувати ними і сказав, що «вона служить своїй країні так, як вона вважає». Нехай вона висловить свою думку; вона щира". Верховний комісар США називає її «шовіністкою» та людиною, яка «намагається реабілітувати Туреччину». З іншого боку, німецький історик Гілмар Кайзер каже: «І навіть якщо ви турецький націоналіст, це не робить вас убивцею». Були люди, які були відомими турецькими націоналістами, як Халіде Едіп; вона виступала за асиміляцію вірмен, але дуже рішуче виступала проти будь-яких вбивств".
21 жовтня 1918 року Халіде Едіп написала статтю в газеті «Вакіт», засуджуючи масові вбивства: «Ми вбивали невинне вірменське населення… Ми намагалися винищити вірмен методами, які належать до середньовічних часів».
З 1919 по 1920 рік вона була серед авторів тижневика Büyük Mecmua, заснованого для підтримки війни за незалежність Туреччини.

## Під час Визвольної війни

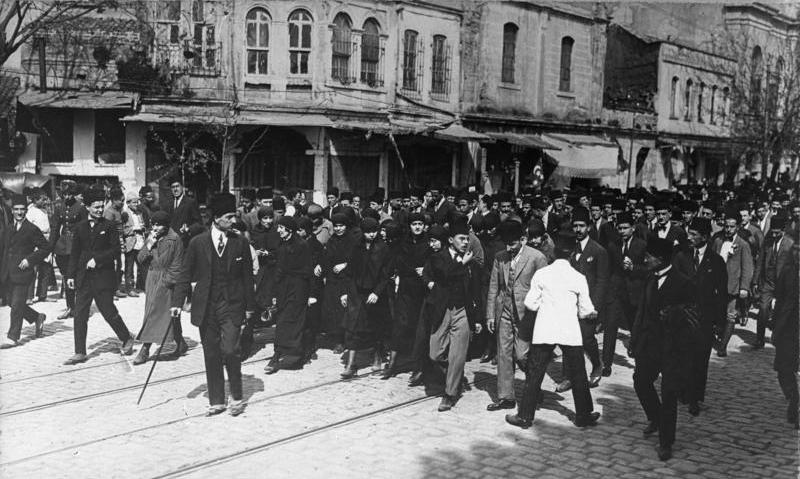
На демонстрації під час війни за незалежність Туреччини

Після поразки Османської імперії в Першій світовій війні війська союзників зайняли Константинополь та інші регіони імперії. Мустафа Кемаль Ататюрк почав організовувати опір окупації, а Едіб здобув у Стамбулі репутацію «підпалювача та небезпечного агітатора». Вона була однією з головних фігур імперії, яка виголошувала промови перед тисячами людей, які протестували проти окупації Смірни грецькими військами під час демонстрацій Султанахмет.
Згодом Едіб покинула Константинополь і разом зі своїм чоловіком переїхала до Анатолії, щоб приєднатися до Турецького національного руху. Дорогою до Анкари вона зустрілася з Юнусом Наді Абаліоглу, іншим журналістом, який вирішив приєднатися до Турецького національного руху. Під час зустрічі на вокзалі в Гейве 31 березня 1920 року вони погодилися щодо важливості інформування міжнародної громадськості про події, пов'язані з Війною за незалежність Туреччини, і вирішили допомогти національній боротьбі шляхом створення інформаційного агентства. Вони зійшлися на назві «Anadolu Ajansı».
Під час греко-турецької війни їй було присвоєно звання спочатку капрала, а потім сержанта націоналістичної армії. Вона їздила на фронти, працювала в штабі Ісмета-паші, командуючого Західним фронтом, і написала свої враження від політики випаленої землі грецької армії, що вторглася, і звірств, вчинених проти турецького цивільного населення грецькою армією в Західній Анатолії, у своїй книзі «Турецьке випробування».

## Після війни

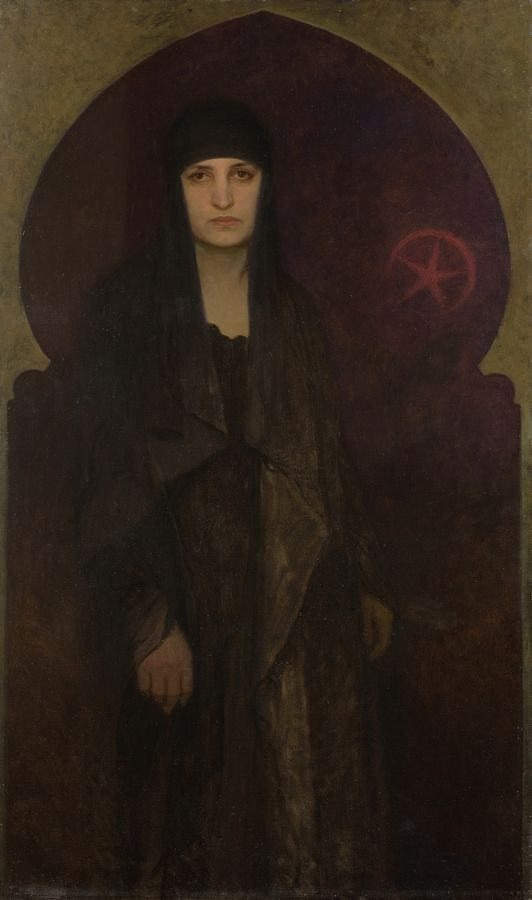
«Галіде Едіб», Альфонс Муха, 1928 рік

У результаті участі її чоловіка Аднана Адівара у створенні Прогресивно-республіканської партії сім'я відійшла від правлячої еліти. Коли в 1926 році розпочався однопартійний період зі скасуванням Прогресивно-республіканської партії та ухваленням Закону про примирення, вона та її чоловік були звинувачені у зраді та втекли до Європи. Вони жили у Франції та Сполученому Королівстві з 1926 по 1939 рік. Халіде Едіб багато подорожувала, неодноразово викладаючи та читаючи лекції в Сполучених Штатах та Індії. Свої враження від Індії як британської колонії вона зібрала у своїй книзі «Усередині Індії». Вона повернулася до Туреччини в 1939 році, ставши професором англійської літератури на факультеті літератури у Стамбулі. У 1950 році вона була обрана до парламенту, пішла у відставку в 1954 році; це була єдина офіційна політична посада, яку вона коли-небудь займала.

## Зображення
Сучасник описав її як «тоненьку, крихітну людину, з масою каштанового волосся та великими, виразними східними очима, вона має свої погляди на більшість питань і обговорює проблеми дня в манері, яка не надто зачаровує того, що вона каже, а тому, що це дуже відрізняється від того, що ми очікували».

## Смерть
Халіде Едіб померла 9 січня 1964 року у Стамбулі. Її поховали на кладовищі Меркезефенді у Стамбулі.

## Твори
- Хандан (Handan)
- Новий Туран (Yeni Turan, 1912)
- Вбийте блудницю (1920)
- Вогняна сорочка (1922)

### Українські переклади
- В огні. Львів, 1927
- Вогняна сорочка. X., 1929.